# Bullet time
Bullet time, inne formy zapisu: Bullet Time, Bullet-time i Bullet-Time, także: The Matrix effect i Time-slice – efekt wizualny, stworzony przy użyciu wielu kamer w celu wywołania wrażenia spowolnienia lub całkowitego zatrzymania czasu. Po raz pierwszy został zastosowany w kinematografii i z nią był przede wszystkim związany przez długi czas. Współcześnie jest używany głównie w grach komputerowych w scenach strzelanin, dzięki czemu można dostrzec ruch wystrzelonego z broni palnej pocisku – nadaje to strzałowi efektowny wygląd, a ponadto sprawia, że celowanie jest łatwiejsze.

## Historia
Efekt po raz pierwszy znalazł zastosowanie w kinematografii, w krótkometrażowym filmie animowanym z 1878 roku pt. Sallie Gardner at a Gallop, w którym ukazany jest galopujący koń. Jego twórca, Eadweard Muybridge, ustawił wiele nieruchomych kamer obok siebie, zmieniając przez to u widzów perspektywę konia w celu stworzenia złudzenia ruchu. W latach 60. XX wieku efektu użyto w japońskim serialu anime Speed Racer, z kolei w 1981 roku został on zastosowany w filmie Kill and Kill Again, gdzie ukazano wystrzelony z rewolweru pocisk. W 1985 roku zespół Accept wykorzystał efekt w teledysku do utworu „Midnight Mover”, uchwycając momenty solówki gitarowej w 360 stopniach.
W latach 90. XX wieku efekt znalazł się w wielu reklamach, m.in. w reklamie firmy odzieżowej GAP. W 1997 roku w grze komputerowej MDK zastosowano efekt podobny do tego, znanego z wielu późniejszych gier komputerowych. Celownik obecnej tam broni snajperskiej posiadał trzy małe okna, które śledziły ruch poprzednio wystrzelonych pocisków, co dawało możliwość przyjrzenia się z innej perspektywy temu, jak pocisk trafia w przeciwników. Dwa lata później, w grach Unreal Tournament i Requiem: Avenging Angel zawarty został efekt spowolnienia czasu znacznie bardziej przypominający ten znany współcześnie.
W 1999 roku oryginalnym scenariuszu filmu Matrix po raz pierwszy użyto terminu bullet time (w tłum. na j. pol. „czas pocisku”; z j. ang. bullet – „pocisk” i time – „czas”). Terminem tym opisano zawartą w filmie słynną scenę, w której pociski ślizgają się w powietrzu w zwolnionym tempie obok głowy Neo. Zastosowany w tej scenie efekt stworzyli John Gaeta i firma Manex Visual Effects bez korzystania z komputerowego modelowania graficznego w 3D lub montażu filmowego. W 2001 roku fińskie studio Remedy Entertainment stworzyło grę Max Payne, której znakiem rozpoznawczym było dopracowane „matrixowe” spowolnienie czasu, pozwalające głównemu bohaterowi na widowiskowe i skuteczne rozprawianie się z większą liczbą przeciwników w pomieszczeniach. Zastosowany w tej grze tryb spowolnionego czasu spotkał się z zachwytem wielu ludzi związanych z branżą gier komputerowych i sprawił, że tego typu efekty stały się nieodłączną cechą filmowych gier komputerowych, nastawionych na fabułę i wartką akcję. Efekt spowolnionego czasu znalazł się także w kontynuacji Max Payne’a – wydanej dwa lata później grze Max Payne 2: The Fall of Max Payne, zaś w 2005 roku wydano grę F.E.A.R.: First Encounter Assault Recon, która miała duży wpływ na rozwój i odświeżenie mechanizmu spowalniania czasu. Urozmaiceniem tego mechanizmu były efekty cząsteczkowe, iskry i animacje wrogów, dzięki czemu gra cieszyła się uznaniem wielu graczy. Rzeczony efekt zawarto również w kolejnych grach z serii F.E.A.R., zaś innymi przykładami gier komputerowych z trybem umożliwiającym spowalnianie czasu są m.in. Enter the Matrix (2003), The Matrix: Path of Neo (2005), seria BloodRayne (2003–2005), Stranglehold (2007), Singularity (2010), Bulletstorm (2011) i seria Call of Juarez (2006–2013).